# Гидролея
Гидролея (лат. Hydrolea) — род растений монотипного семейства Гидролеевые (Hydroleaceae) порядка Паслёноцветные (Solanales).

## Ботаническое описание
Цветок с 2 свободными столбиками; плаценты большие, зубчатые, соединяются в центре завязи и делят её на два ложных гнезда к концу цветения.

## Распространение
Встречается в тропиках и субтропиках обоих полушарий.

## Таксономия
По информации базы данных The Plant List (2013), род Гидролея включает 11 видов:
- Hydrolea corymbosa  Elliott
- Hydrolea elatior Schott
- Hydrolea floribunda Kotschy & Peyr.
- Hydrolea glabra Schumach. & Thonn.
- Hydrolea macrosepala A.W.Benn.
- Hydrolea ovata Nutt. ex Choisy
- Hydrolea prostrata  Exell
- Hydrolea quadrivalvis Walter
- Hydrolea spinosa L.typus[1]
- Hydrolea uniflora Raf.
- Hydrolea zeylanica (L.) Vahl